# Death's Gambit
Death's Gambit est un jeu vidéo de type action-RPG et plates-formes, développé par le studio américain White Rabbit et édité par Adult Swim Games. Le jeu est disponible sur Windows et sur PlayStation 4 depuis le 14 août 2018. Il s'inspire de nombreuses œuvres vidéoludiques telles que Dark Souls, Castlevania, Shadow of the Colossus, ou encore Berzerk.

## Univers
Le monde de Death's Gambit est articulé autour du Royaume de Siradon qui détient la source de l'immortalité, et attire ainsi la convoitise des pays voisins.
Le protagoniste, Sorun, commandant d'une compagnie et seul survivant d'une bataille lors d'une Grande Expédition, devient un agent de la Mort et est lié à elle jusqu'à ce qu'il ait rempli sa mission. Pour ce faire, il devra se rendre à Siradon et découvrir la source de l'immortalité.

## Système de jeu
Death's Gambit est un jeu de plate-forme et d'action en 2D, comprenant des éléments de jeu de rôle, appartenant à la catégorie des Metroidvanias. Le style graphique choisi est le Pixel Art. Fidèle aux principes des souls-likes, la mort pénalise le joueur en lui faisant perdre ses âmes, constituant à la fois la monnaie du jeu et la source de montée de niveau de Sorun. La notion de mort fait partie intégrante du gameplay et de l'univers du jeu. Elle permet de connaitre des bouts de l'histoire inaccessibles autrement. Trouver les origines de l'immortalité des gardiens est le but de Sorun.

## Accueil

### Critiques
De manière générale, le jeu a été noté assez moyennement par les critiques, mais a reçu de nombreux avis positifs de la part des joueurs. Cependant, tous s'accordent à dire que le principal problème du jeu est le manque de maniabilité.